# Rúbino
Rúbino (en rus: Рубино) és un poble de l'óblast de Kémerovo, a Rússia, que en el cens del 2010 tenia 195 habitants, pertany al districte de Mariïnsk.